# Seznam japonskih admiralov
Seznam japonskih admiralov.

## H
- Togo Heihačiro
- Boširo Hosogaja

## J
- Tamon Jamaguči
- Isoroku Jamamoto

## K
- Nobutake Kondo
- Takeo Kurita

## M
- Guniči Mikawa

## N
- Osami Nagano
- Čuiči Nagumo
- Šodži Nišimura
- Suetsugu Nobumasa
- Kičisaburo Nomura

## O
- Džisaburo Ozawa

## S
- Akijama Sanejuki

## Š
- Šigetaro Šimada (Shigetarō Shimada 1883-1976)

## T
- Enomoto Takeaki
- Heihačiro Togo
- Soemu Toyoda

## U
- Matome Ugaki

## Y
- Mitsumasa Yonai